# Попов, Виталий Владимирович
Виталий Владимирович Попов (род. 26 июня 1961) — российский учёный-философ

, логик, педагог, ректор.

## Биография
Окончил философский факультет Ростовского государственного университета (1984).
Доктор философских наук (1994), профессор. После окончания вуза стал работать в Таганрогском государственном педагогическом институте.
В 1990 году В. В. Попова избрали заведующим кафедрой философии ТГПИ, которую он возглавлял до 2005 года.
В 2004 году он стал проректором по научной работе ТГПИ.
С 2005 года по 2010 год В. В. Попов — ректор Таганрогского государственного педагогического института.
Опубликовал более 200 работ по проблемам философии, логики, науковедения в российских, немецких, испанских, голландских, польских изданиях. Среди них — свыше 10 монографий, в том числе «Логика изменения и темпоральная логика», «Теория рациональности» (2006), «Время и социальная синергетика»(2007) и др. Осуществлял руководство по ряду исследовательских проектов, поддержанных российскими и зарубежными фондами.
Подготовил 4 докторов и более 30 кандидатов наук.